# Translatio studiorum
A expressão em língua latina translatio studii (também translatio studiorum) designa, no contexto da história do pensamento,  um vasto processo de transferência de saberes, de uma época para outra e de um lugar para outro, entre impérios do Oriente Médio e do Ocidente, entre diferentes culturas e religiões, sobretudo as chamadas religiões do livro: a Torah dos judeus, a Bíblia dos cristãos e o Alcorão dos muçulmanos.
Esse deslocamento da atividade intelectual envolveu centros de estudo e intelectuais, com a troca de manuscritos e de idéias, é paralelo à transferência de centros de poder, a translatio imperii, e dura aproximadamente um milênio — desde o fechamento da escola filosófica de Atenas (entre o final do século IV e o início do século V) até a Idade Média latina (do final do século V até o início do século XVI), através de diferentes rotas de comércio (rota da seda, rota das especiarias) ou de conquista, percorridas por estudiosos, comerciantes ou guerreiros. 
Através desse processo longo e de grande complexidade, o saber científico, literário, religioso e, especialmente, filosófico, procedente da Grécia, do Império Bizantino, da Arábia e da Espanha islâmica, pôde influir decisivamente na recuperação da cultura ocidental.
A translatio corresponde também ao ciclo de auge e decadência do pensamento greco-cristão, que
havia preservado a continuidade e a unidade do saber no mundo ocidental, sob a forma de uma doutrina filosófica dominante: o neoplatonismo cristão.